# Romà el Melode
Romà el Melode o l'Himnògraf (grec antic: Ρωμανός ο Μελωδός) fou un dels més importants himnògrafs grecs, anomenat el Píndar de la poesia rítmica. És venerat com a sant per diverses confessions cristianes.

## Biografia
Hi ha poques fonts versemblants sobre la seva vida. Diuen que era de família jueva, nascut a Emesa (actual Homs) o a Damasc (Síria). Fou batejat de jove i fou ordenat diaca a Berytus (Beirut) a l'església de la Resurrecció. Anà a Constantinoble durant el regnat d'Anastasi (no se sap si Anastasi I Dicor (491-518) o Anastasi II de Bizanci (713-716), però els estudiosos com Karl Krumbacher pensen que era el primer). Hi fou sagristà a la basílica d'Hagia Sophia, i visqué al monestir de Kyros tota la seva vida. Hi morí i hi fou sebollit juntament amb el seu deixeble Ananies.
Si visqué al segle v, va coincidir amb altres grans himnògrafs romans d'Orient, com Anastasi o Ciríac, o amb el mateix emperador Justinià I, que també escrivia himnes.

## Llegenda

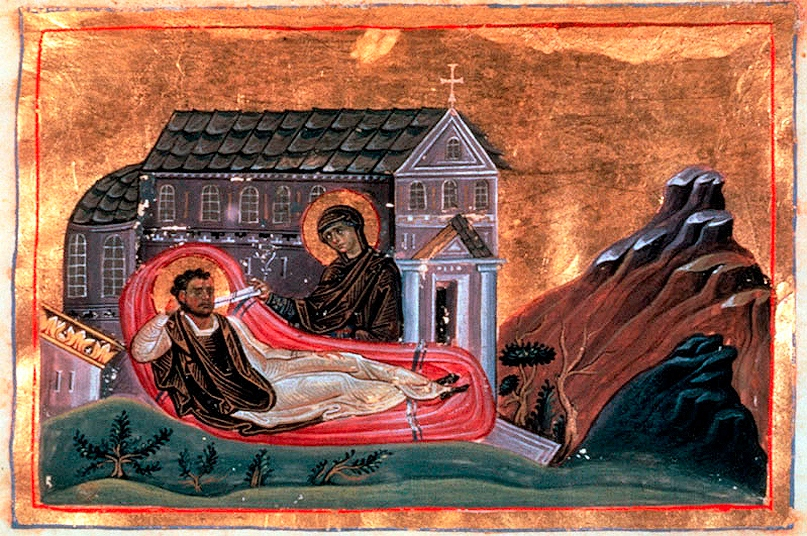
Romà i la Mare de Déu, Menologi de Basili II

Segons la llegenda, Romà no era, al començament, músic ni poeta. Per la seva gran humilitat, el patriarca de Constantinoble l'estimà molt. Cap al 518, mentre servia a l'església de Tots els Sants (Santa Maria de Blaquernes, a Istanbul), durant la vigília del Nadal, fou encarregat de llegir els versicles del salteri. Va fer-ho tan malament que un altre lector prengué el seu lloc i altres clergues van ridiculitzar Romà, que seié humiliat al cor. Hi quedà adormit i se li aparegué la Theotokos amb un rotlle a la mà: li digué que s'empassés el rotlle i es despertés tot seguit. Immediatament, va rebre la benedicció del patriarca i va pujar a l'ambó: hi cantà el Kontakion de Nadal, dedicat a la Mare de Déu i deixà sorpresa tota la gent que hi havia, per la bellesa de l'himne i la seva profunditat teològica, a més de la bellesa de la veu de Romà. Segons la tradició, fou el primer kontakion que es cantà.

## Obres
Romà va escriure més de mil himnes o kontakia per a les diferents festivitats litúrgiques, dedicades a sants o sobre altres assumptes religiosos: només se'n conserven seixanta o vuitanta. Encara que avui, en la litúrgia, només se'n canta la primera estrofa, cada kontakion era un sermó poètic compost d'una quantitat de versos que anava de 18 a 30 (els ikoi), cada u amb una tornada, units per un acròstic. Quan es cantava amb una melodia original s'anomenava idiomelon.
Entre els himnes destaquen:
- La nativitat de Crist, la seva obra més coneguda, en forma de diàleg entre Maria i els reis d'Orient
- El martiri de sant Esteve
- La mort d'un monjo
- El judici final
- El fill pròdig Arxivat 2007-07-06 a Wayback Machine.
- La resurrecció de Llàtzer Arxivat 2008-07-25 a Wayback Machine.
- Plany d'Adam Arxivat 2007-07-03 a Wayback Machine.

Romà escrigué en el grec àtic literari, que era la koiné establerta, amb nombrosos girs semítics. Hi destaquen unes imatges agosarades, metàfores i símils brillants, antítesis, ús d'aforismes i màximes, i una dramatització viva.